# 布雷埃蒙
布雷埃蒙（法語：Bréhémont，法語發音：[bʁe.emɔ̃]）是法国安德尔-卢瓦尔省的一个市镇，位于该省西部，属于希农区。

## 地理
布雷埃蒙（47°17'42"N, 0°21'20"E）面积12.71 平方千米，位于法国中央-卢瓦尔河谷大区安德尔-卢瓦尔省，该省份为法国中西部省份，北起萨尔特省、东北接卢瓦-谢尔省，东南接安德尔省，南至维埃纳省，西临曼恩-卢瓦尔省。
与布雷埃蒙接壤的市镇（或旧市镇、城区）包括：阿宰勒里多、拉沙佩勒欧诺、谢耶、图赖讷地区利涅尔、里尼-于塞、里瓦雷讷、卢瓦尔河畔科托、朗热。
布雷埃蒙的时区为UTC+01:00、UTC+02:00（夏令时）。

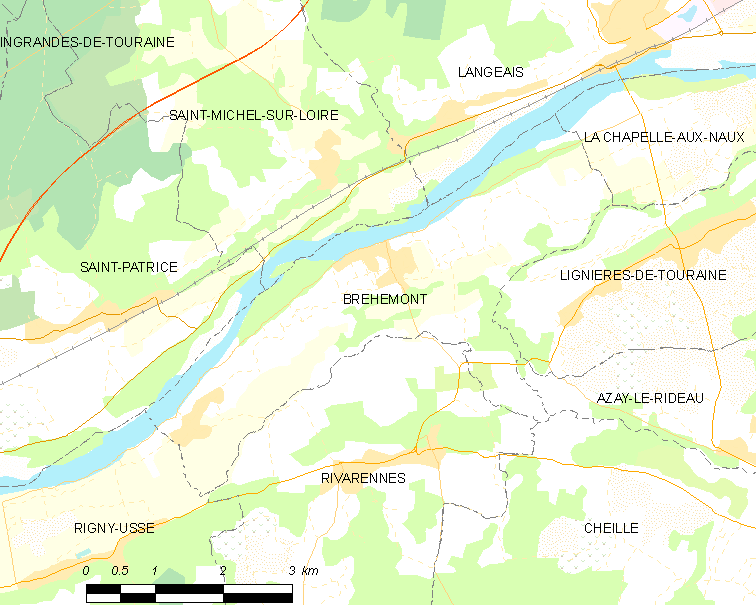
布雷埃蒙的OSM定位图

## 行政
布雷埃蒙的邮政编码为37130，INSEE市镇编码为37038。

## 政治
布雷埃蒙所属的省级选区为希农县。

## 人口

1962-2008年间布雷埃蒙人口变化图示

布雷埃蒙于2022年1月1日时的人口数量为728人。